# Szalay Bence
Szalay Bence (Budapest, 1992. december 1. –) magyar színművész.

## Életpályája
Szülei 1999-ben elváltak. Eleinte papnak készült, ezért a középiskolát egy olaszországi papneveldében kezdte, majd édesanyjához Svájcba költözött. A gimnáziumban már tagja volt a színjátszó körnek. Édesapja második feleségének (Gombos Judit színésznő) hatására kezdett el foglalkozni komolyabban a színészettel.
Elsőre nem vették fel a Színház- és Filmművészeti Egyetemre, a Kaposvári Egyetemre viszont igen. Sikertelen érettségije miatt azonban nem tudta elkezdeni felsőfokú tanulmányait. 2014-ben viszont a sikeres vizsgát követően felvételt nyert a Színház- és Filmművészeti Egyetemre, ahol 2019-ben diplomázott. Osztályfőnökei Zsótér Sándor és Börcsök Enikő voltak. Másodévesen megkapta a főszerepet az Antal Nimród által készített A Viszkis című filmben.
2020-2021 között a nyíregyházi Móricz Zsigmond Színház tagja volt.

## Film és televíziós szerepei
| Év        | Film/Sorozat    | Szerep        |
| --------- | --------------- | ------------- |
| 2012–2013 | Barátok közt    | Gáspár        |
| 2017      | A Viszkis       | Ambrus Attila |
| 2017      | Terápia         | Miki          |
| 2018      | Egynyári kaland | Harmat Dávid  |
| 2020–2023 | Mellékhatás     | Panácz Károly |
| 2020      | Apatigris       | Tamás         |
| 2020      | Patthelyzet     | Péter         |
| 2022      | Hotel Margaret  | Herceg Titusz |
| 2022–2023 | A Király        | Tóth Richárd  |
| 2025      | Pokoli rokonok  | Kristóf       |
| 2025      | BigBakShow      | Tűrő Krisz    |